# Evangelische Stadtkirche (Groß-Umstadt)

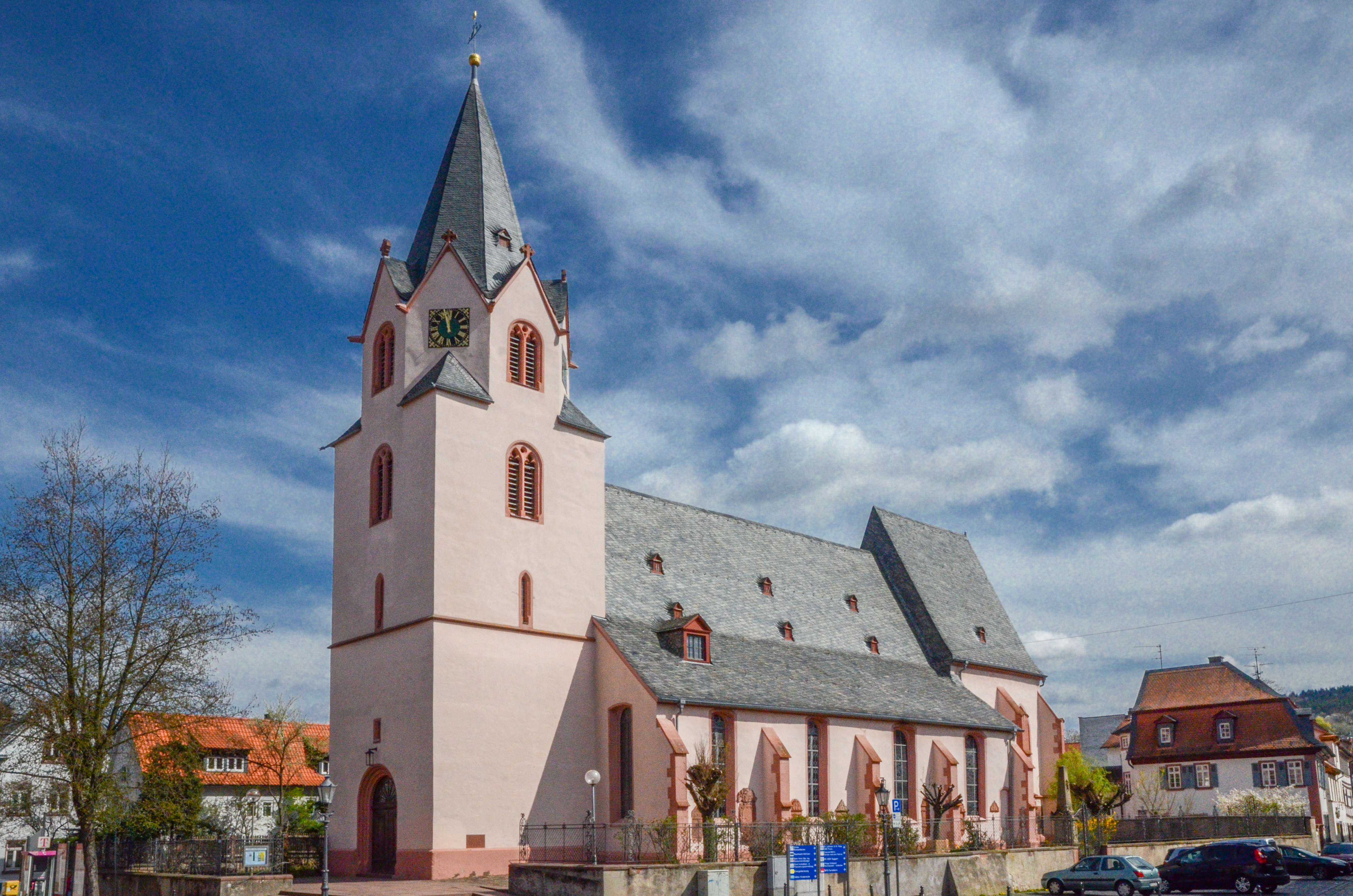
Evangelische Pfarrkirche in Groß-Umstadt, Blick von Südwesten vom Marktplatz; außen am südlichen Seitenschiff sind weitere Epitaphe aufgestellt.

Die Evangelische Stadtkirche ist ein denkmalgeschütztes Kirchengebäude in Groß-Umstadt im Landkreis Darmstadt-Dieburg in Hessen. Die Kirchengemeinde gehört zum Dekanat Vorderer Odenwald in der Propstei Starkenburg der Evangelischen Kirche in Hessen und Nassau.

## Beschreibung
Die auf den Grundmauern einer Villa rustica stehende Kirche hat drei nachgewiesene Vorgängerbauten, deren erster aus Merowingerzeiten stammt. Die Geschichte ist im Umstädter Museumshof dargestellt.
Ältester Teil der Kirche ist das Erdgeschoss des Kirchturms im Westen, das um 1270 errichtet wurde. Eine möglicherweise zuerst vorgesehene Nutzung als Bergfried einer Stadtburg wird diskutiert, da der Turm zum Langhaus hin abgesetzt ist. Sein achteckiges Obergeschoss, das die Turmuhr beherbergt, wurde ihm Ende des 14. Jahrhunderts aufgesetzt. Im Turm steht die älteste Grabplatte, die auf 1376 datiert wird.
Das heutige Langhaus der spätgotischen Pseudobasilika mit vier Jochen, einem Mittelschiff und zwei Seitenschiffen wurde 1490–96 auf den Grundmauern des Vorgängerbaus aus dem 13. Jahrhundert gebaut. Das Mittelschiff wurde 1781 im Zusammenhang mit der Erneuerung des Dachstuhls erhöht. Der Chor aus der zweiten Hälfte des 15. Jahrhunderts mit seinem dreiseitigen Schluss ist höher als die Seitenschiffe. Das Vestibül des Turms ist mit einem Kreuzgratgewölbe überspannt, das Langhaus mit einer Flachdecke und der Chor mit einem Netzgewölbe.

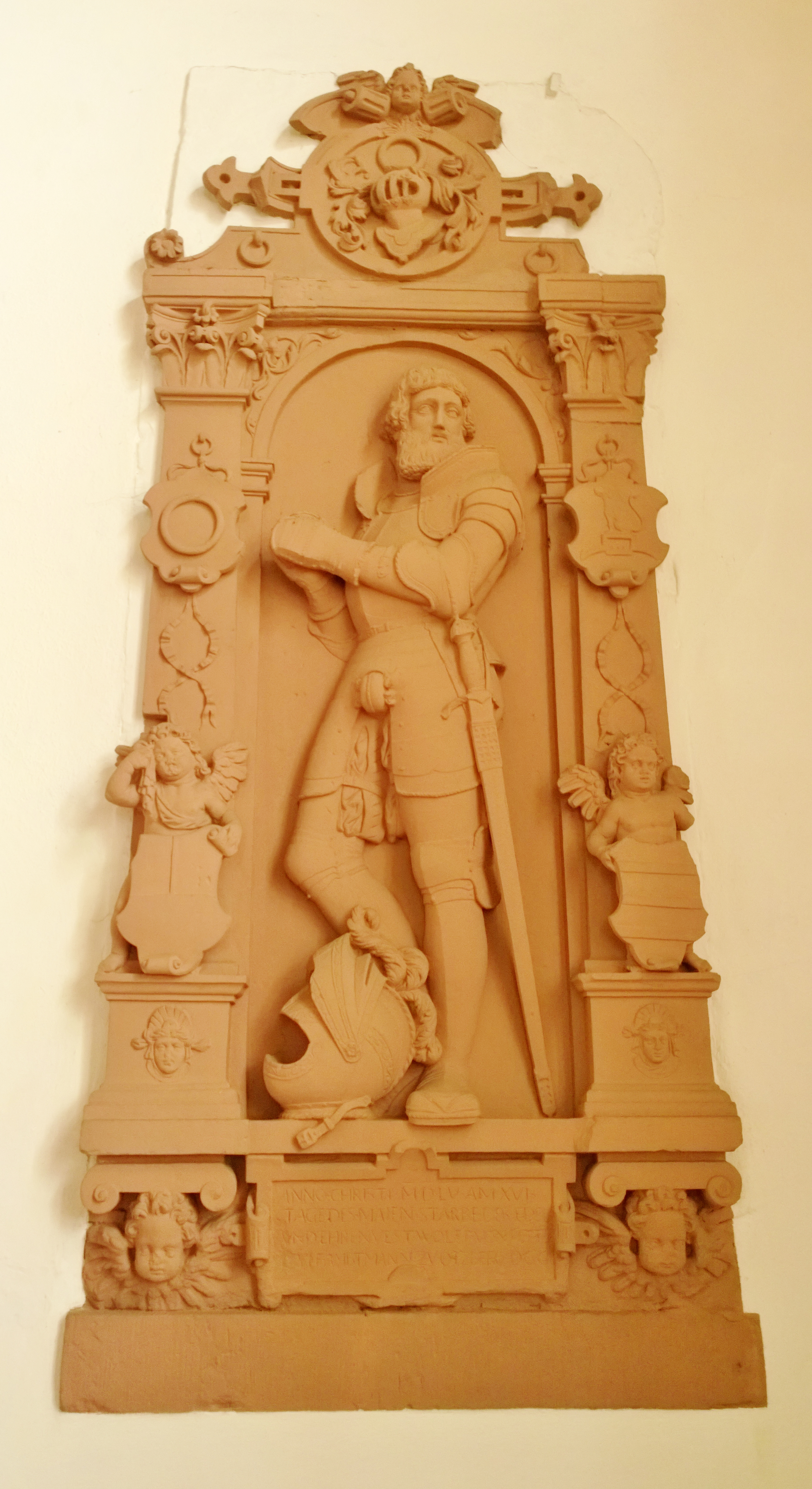
Das Epitaph des Wolf von Bettendorf

In der Kirche befinden sich mehrere Sehenswürdigkeiten:
- Funde der römischen Villa rustica (Bodenmosaike und zwei behauene Sandsteinblöcke mit Weintrauben-Darstellungen – eine davon dient als Logo des Umstädter Museums- und Geschichtsvereins und beide werden als Beweis dafür gedeutet, dass schon die Römer vor 2000 Jahren den Weinbau in die Odenwälder Weininsel brachten); weitere Funde eines Hypokaustum und eines römischen Grabmals finden sich im Stadtmuseum Gruberhof.
- Grabmale katholischer Priester
- Das große Epitaph von 1555 für Wolf von Bettendorf
- Das erhaltene Chorgestühl von um 1500
- Das Epitaph der Familie Wogesser mit einer Justitia im Wappenschild, wie sie als überlebensgroße Figur auch auf dem Dach des Umstädter Rathauses steht
- Die modern wirkenden Fenster am westlichen Ende des südlichen Seitenschiffs sind die ältesten Originalfenster von 1857.
- Die Schleich-Orgel mit dem König David als Harfenspieler am Prospekt aus dem Jahr 1699. Die Orgel selbst hat 24 Register, zwei Manuale und ein Pedal und wurde 1884 von Heinrich Bechstein gebaut.
- Die Kanzel aus der Spätrenaissance hat auf dem Schalldeckel einen Pelikan.
- Das Chorgewölbe zeigt neben den zarten, floralen, spätgotischen Malereien die vier Evangelisten mit ihren Symbolen (Lukas = Stier, Markus = Löwe, Matthäus = geflügelter Mensch, Johannes = Adler). In den Gewölbeschlusssteinen sind die Wappenschilder der damaligen Landesherren von Umstadt zu erkennen. Das waren um 1470 die Grafen von Hanau (gelb-rote Balken) und die Kurfürsten der Kurpfalz (goldener Löwe und die weiß-blauen Rauten der Wittelsbacher).

Um die Kirche sind u. a. folgende Besonderheiten sehenswert:
- Eines der ältesten Gedächtnismahnmale Südhessens an dem südlichen Strebepfeiler. Es ist von 1462 und erinnert an gewaltsame Auseinandersetzungen der Umstädter mit Mainzer Bischöfen, bei denen etliche Umstädter ums Leben kamen.
- Die separate Eingangstür am östlichen Ende des Mittelschiffs, vermutlich 1620 nachträglich eingebrochen, diente einst dem Zugang der Freiherren Wambolt von Umstadt, die einen eigenen Kirchenstuhl besaßen.
- Eine Reihe von über 20 Epitaphien im südlichen und nördlichen Außenbereich der Kirche.
- Innerhalb der heutigen Einfriedungsmauer sind noch Reste des alten Friedhofs zu erkennen, der nach der großen Pestwelle von 1634–1636, der knapp zwei Drittel aller Umstädter Bürger zum Opfer fielen, vor die damaligen Tore der Stadt verlegt wurde.